# Novair
Novair — колишня шведська чартерна авіакомпанії (Nova Airlines AB), що мала базу у Стокгольмі, і дочірня компанія туроператора DER Touristik Group.

## Історія

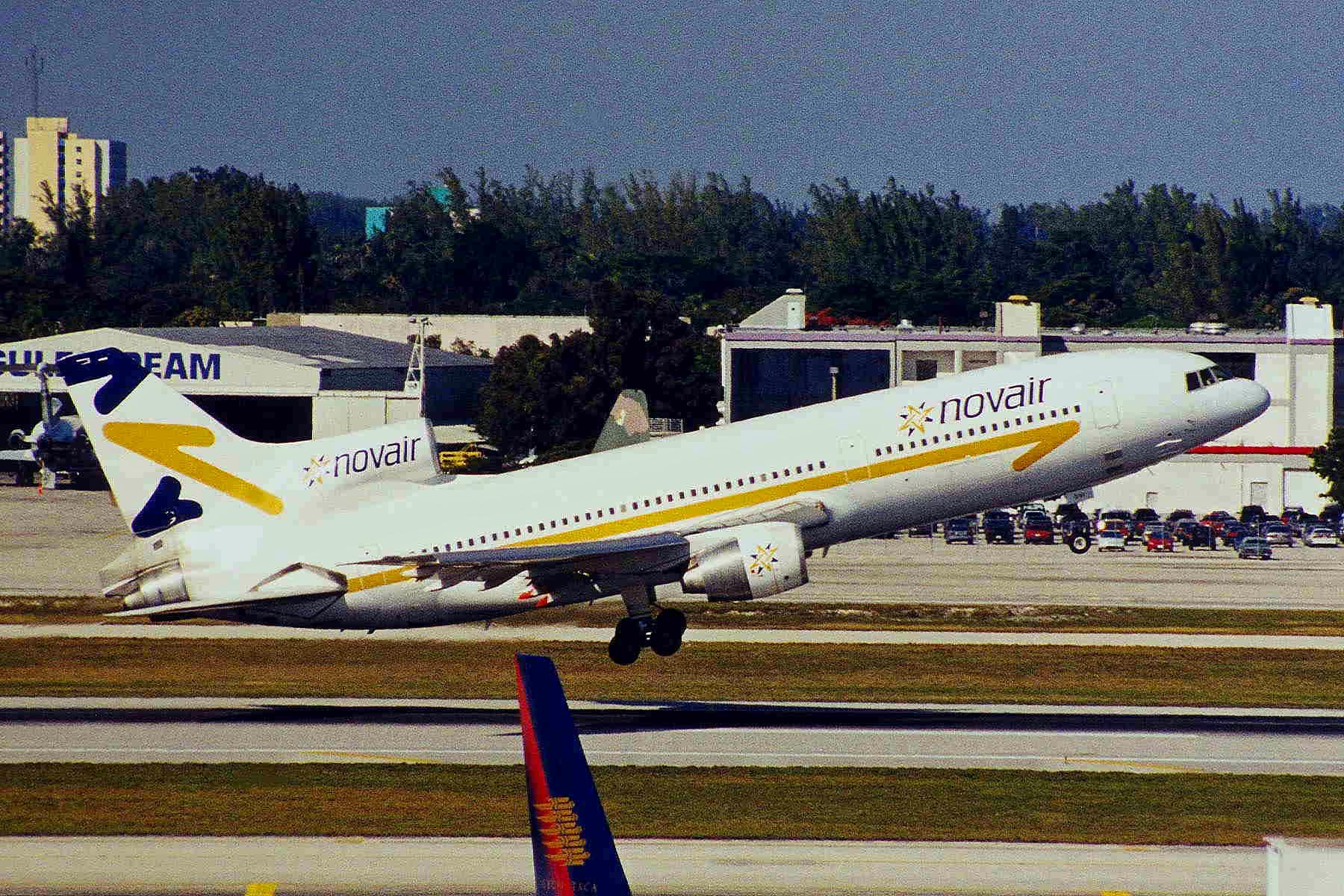
Lockheed L-1011 TriStar, борт SE-DVF, злітає з аеропорту Маямі в 1999 році

Novair була заснована в 1997 році, перший рейс виконано у листопаді 1997 року рейсами зі Стокгольма на Канарські острови та до Пхукету, Таїланд, під орудою Apollo Resor. З 2017 році авіаперевізник під орудою DER Touristik Group у рамках реструктуризації групи.
У лютому 2023 року було оголошено, що Novair припинить діяльність у жовтні 2023 року через негативну перспективу для бізнесу після того, як власники авіакомпанії не змогли отримати нові контракти. З цієї дати завершується поточне партнерство з туроператором Apollo.

## Флот

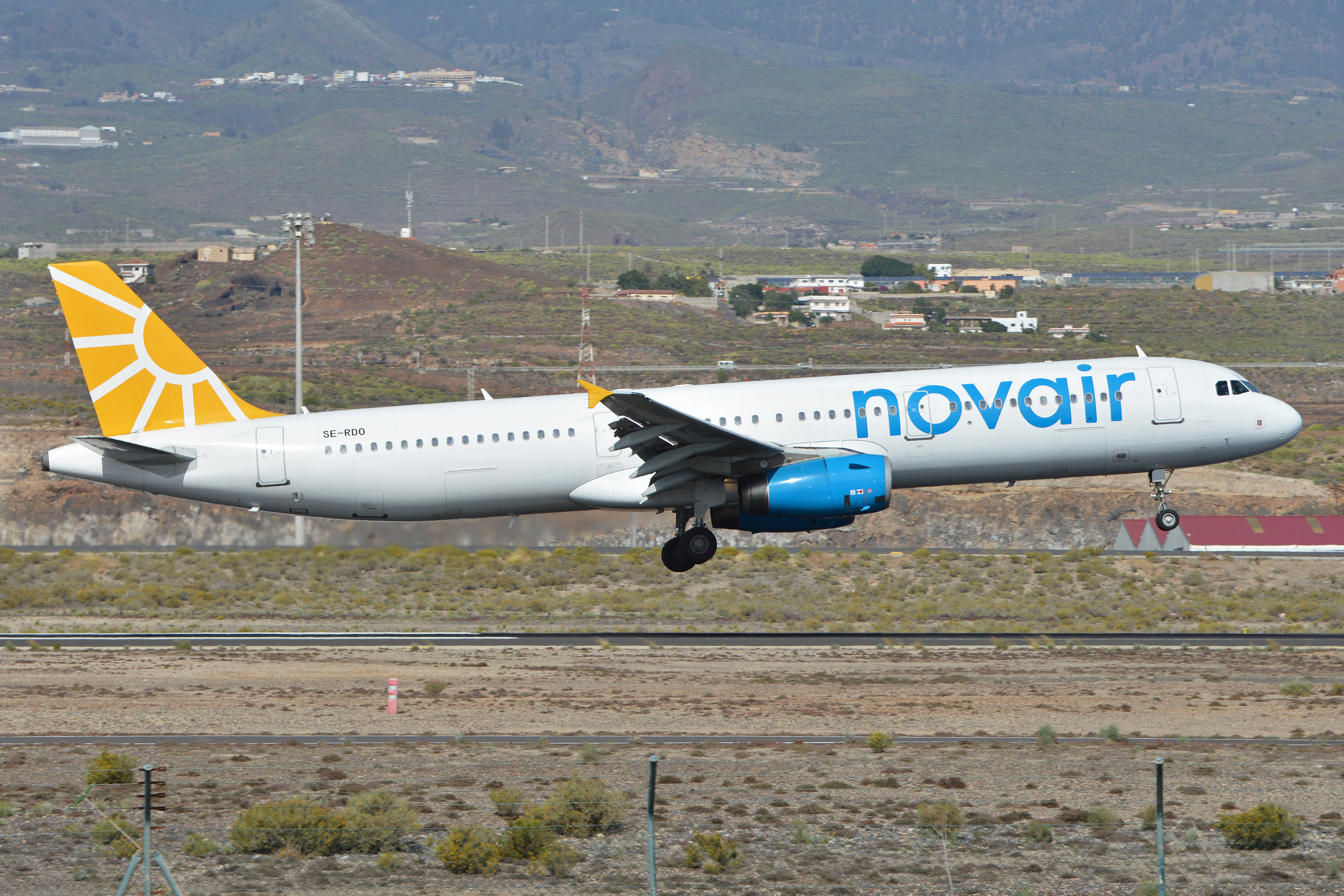
A Novair Airbus A321 в аеропорту Тенеріфе-Південний.

Флот станом на момент закриття[неякісне джерело]:
| Тип            | В дії | Замовлено | Пасажири | Примітки |
| -------------- | ----- | --------- | -------- | -------- |
| Airbus A321neo | 2     | —         | 221      |          |
| Разом          | 2     | —         |          |          |